# Giscón

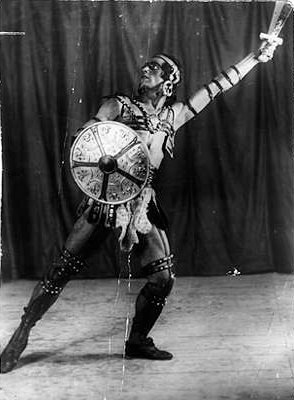
Igor Moiseyev en una representación de Salambó (Teatro Bolsoi, 1932).

Giscón (griego antiguo: Γισκων) († h. 239 a. C.) es el nombre de un general cartaginés de la antigüedad clásica. Fue el sucesor de Himilcón al mando de la guarnición de la ciudad siciliana de Lilibeo, a finales de la primera guerra púnica.
Al finalizar la guerra (241 a. C.), Amílcar llegó a Lilibeo desde Erice al mando de su ejército, acatando la paz a regañadientes. Dejó a Giscón la tarea de enviar las tropas de regreso a África, quien prudentemente las dividió en pequeños destacamentos que debían recibir su salario y ser desmantelados según llegaran.
El Consejo de los Cien, en lugar de seguir los planes de Giscón, esperó a que el ejército completo se hallara reunido en las llanuras africanas para pedir a los soldados que perdonaran las deudas y atrasos que Cartago les debía. La consecuencia fue un motín generalizado que condujo a Cartago a la guerra civil conocida como "La Inexpiable".
Las tropas amotinadas, que ascendían a 20 000, ocuparon la ciudad de Túnez, a sólo 17 km de Cartago. A ella viajó Giscón, que durante la guerra de Sicilia se había hecho muy popular entre los soldados, con plenos poderes para satisfacer todas sus demandas. 
Pero esta concesión se produjo muy tarde: los cabecillas de la rebelión, Matón y Spendios, apresaron a Giscón y se apoderaron del dinero y tesoros que este traía consigo. Por entonces los mercenarios habían recibido el apoyo de todos los africanos que se oponían a Cartago, y comenzaron una guerra abierta contra la ciudad. 
Las victorias de Amílcar Barca y la fama de clemente que tenía con sus prisioneros, sembraron de dudas a los rebeldes. Hacia el año 239 a. C., temerosos de verse privados del apoyo de sus soldados, Spendios y Matón tomaron una determinación: privar a sus hombres de cualquier esperanza de perdón por parte de Amílcar, haciéndoles cómplices de un tremendo crimen. Llamando a sus tropas a asamblea, alarmándolas con rumores de traición e inflamando sus ánimos mediante arengas, les indujeron a decretar que todos los prisioneros cartagineses fueran condenados a muerte, según la propuesta del galo Autarito. La sentencia fue ejecutada inmediatamente, y Giscón fue asesinado junto a sus compañeros de cautiverio, en un número de setecientos.

## Desambiguaciones
Los historiadores clásicos hablan también de un Giscón que combatió junto a los hijos de Amílcar, Asdrúbal y Magón, en Hispania, padre de Asdrúbal. Aunque no es improbable que se trate del mismo general, su muerte hacia el 239 a. C. haría difícil que combatiera posteriormente en Hispania.

## Literatura
Gustave Flaubert se inspiró en la guerra de los mercenarios para escribir el drama Salambó, publicado en 1862, donde aparece el personaje de Giscón.